# Église Notre-Dame-de-l'Annonciation d'Ixelles
Pour les articles homonymes, voir Église Notre-Dame-de-l'Annonciation.
L'église Notre-Dame-de-l'Annonciation (en néerlandais : Onze-Lieve-Vrouw-Boodschapskerk) est un édifice religieux situé au cœur du quartier Berkendael de la commune d'Ixelles, à Bruxelles. Elle fut construite au début du XXe siècle, comme lieu de culte d'une nouvelle paroisse catholique pour un quartier qui se développait rapidement. L'église est de style néo-roman teinté d'influences Art déco, construite sur les plans de l'architecte Camille Damman.

## Histoire
L’église Notre-Dame de l’Annonciation prend place dans la partie sud-ouest de la place Georges Brugmann, permettant de clore la perspective en bout de l’avenue Lepoutre. Son emplacement stratégique est le fruit d’une profonde réflexion dans ce quartier Berkendael datant de 1898. Ce quartier bruxellois, qui était jusqu’à la fin du XIXe siècle un domaine vallonné principalement agricole, subit un profond remaniement, dans l’optique d’urbanisation de ses terrains et d’une transformation en quartier résidentiel, initié et financé par Georges Brugmann.

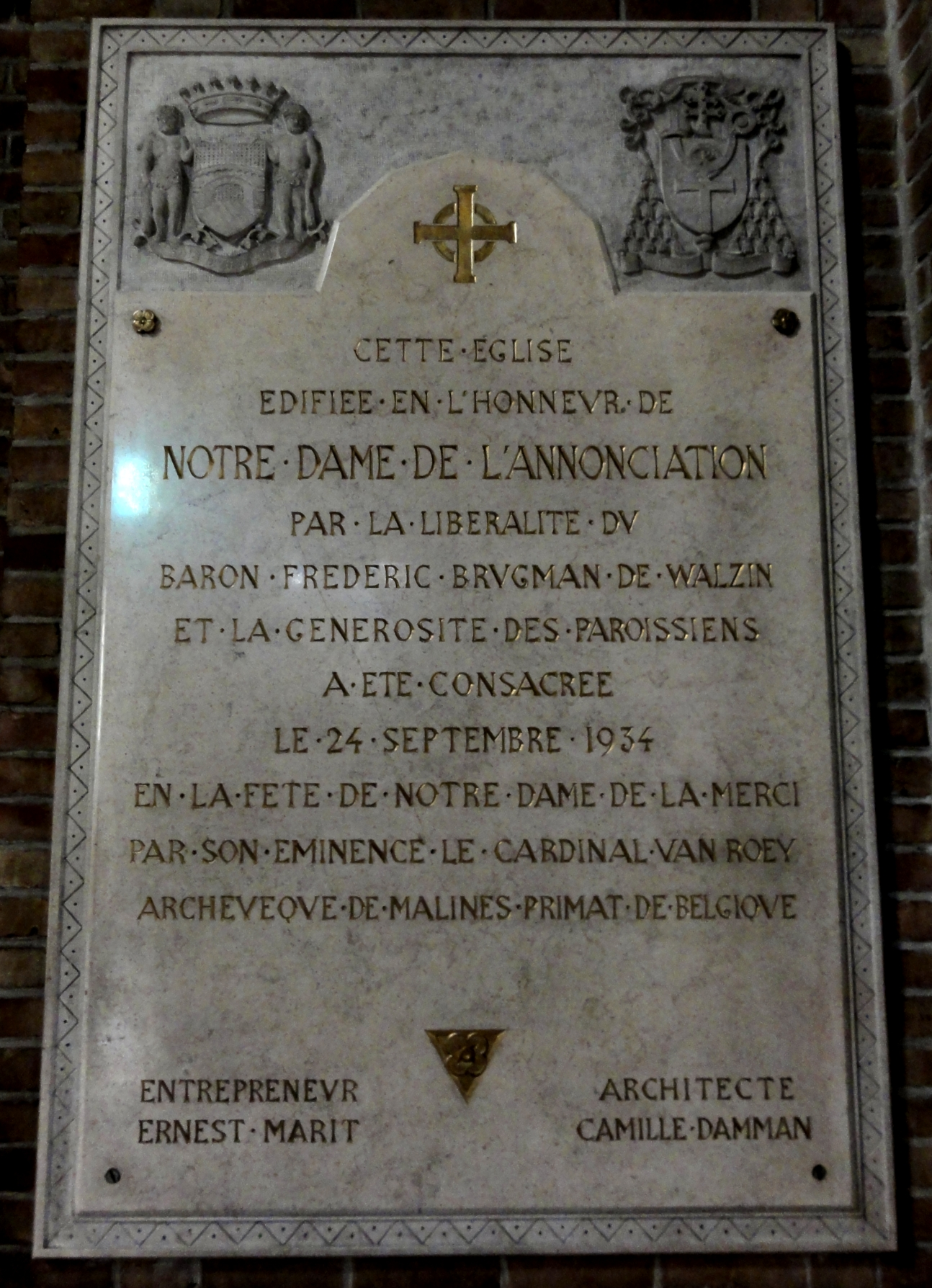
Plaque de dédicace.

Les travaux d’urbanisation (nivellement des terrains, installation des égouts, pavage, entre autres…) commencent à la suite de l’arrêté royal du 12 juillet 1902. Le quartier était dès le départ prévu pour attirer et accueillir des familles bourgeoises, bénéficiant de la campagne tout en restant en ville. Il sera alors ponctué d’habitations somptueuses et luxueuses, dans les styles les plus en vogue à cette époque-là.
Le plan d’ensemble du quartier Berkendael, dressé par César Boon en 1898, prévoit la construction d’une église sur la place Georges Brugmann. Cependant, sa construction ne se concrétise pas immédiatement à cause de l’opposition de certains conseillers communaux au projet et la crainte des paroisses voisines d'être privées d'une partie de leurs fidèles. En 1909, un concours est tout de même lancé et remporté par l’architecte Camille Damman, lequel prévoyait à l’origine un édifice néo-roman en pierre blanche et cadré par deux tours asymétriques en façade et une tour-lanterne. La paroisse de l’Annonciation de la Sainte Vierge est fondée par arrêté royal le 11 mars 1910, incitée par le Cardinal Mercier, les offices étant célébrées à l’église de la paroisse de la Trinité jusqu’à là. Finalement, en 1912, la commune donne son accord pour bâtir cette nouvelle église place Georges Brugmann.
En 1914, les travaux commencent mais à cause du déclenchement de la Première Guerre mondiale et de raisons administratives et financières, ils sont interrompus. Dans l’intervalle, une église provisoire est construite en 1915, rue Joseph Stallaert n°6, par le même architecte.
Après la guerre, en 1931, le président du conseil de Fabrique de la Paroisse de Notre Dame de l’Annonciation à Ixelles, donne à nouveau l’autorisation pour construire l’église sur le terrain approprié. Au vu de la situation financière, Camille Damman adapte l’esthétique de son bâtiment afin de le rendre moins cher et plus modeste, comme demandé par la fabrique d’église. La réalisation de cette nouvelle église est maintenue possible grâce à la donation importante de 1.500.000 francs de Frédéric Brugmann, le neveu et héritier de Georges Brugmann. Celui-ci a pris à sa charge les frais de construction de la nef, des bas- côtés et du transept. La construction commence à partir de 1932.
L’église Notre-Dame de l’Annonciation est consacrée le 24 septembre 1934 par l’archevêque de Malines, le cardinal Joseph-Ernest Van Roey.

## Description
L’architecte Camille Damman a édifié un lieu de culte en style néo-roman actualisé de touches Art déco. Ce style naissant du début du XXe siècle marque l’époque plus récente de cette église et les nouvelles pensées grandissantes, tant en architecture que dans d’autres domaines. Ces nouveaux architectes se plaisent à l’essentiel, chaque élément reprend sa place et son rôle, loin des stylisations et abus : les décors deviennent discrets, abstraits et d’inspiration cubique. Cet emprunt se ressent alors dans les jeux de maçonnerie, de céramiques, des vitraux et ferronneries et de certains mobiliers intérieurs, dans l’église place Georges Brugmann.

### Expression générale

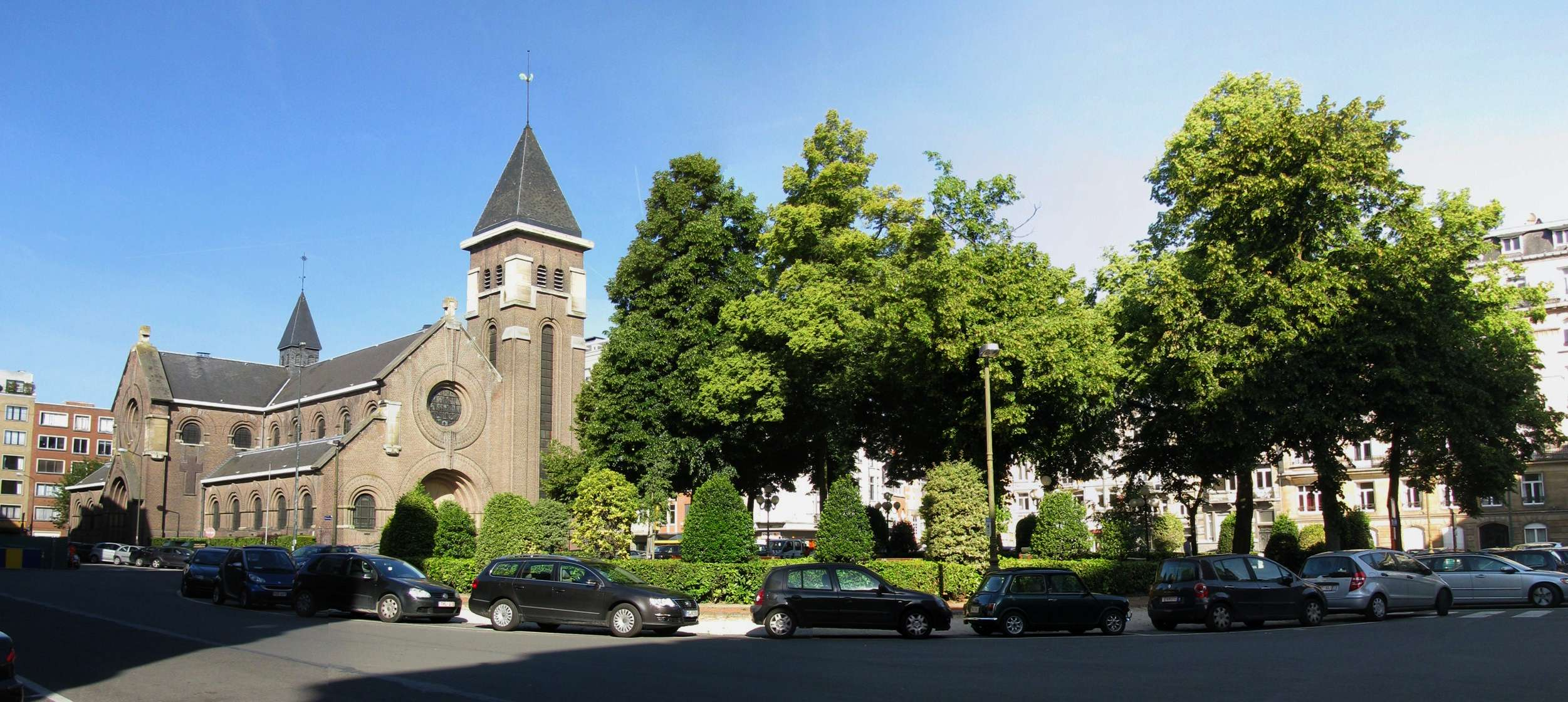
Église Notre-Dame-de-l'Annonciation et la place Georges Brugmann.

L’église est revêtue de briques brunes et décorée à endroits de pierres blanches, finition qui permet de rehausser la façade et de participer à l’ornementation. Elle se présente sous des tons sombres, et l’intérieur complète l’extérieur, rappelant ainsi les églises romanes plus sombres et sobres dans les traits. Sa façade principale à pignons fait face à la place Georges Brugmann et se voit depuis l’avenue Louis Lepoutre.
Elle a été réalisée sur base d’un plan en croix latine. Elle se compose alors d’une nef comprenant un vaisseau central accolé de deux collatéraux (bas-côtés), de part et d’autre, formant au total cinq travées. Ensuite, un transept saillant vient créer la croix, avec deux travées, et offre deux portails secondaires supplémentaires au principal. L’église se termine par le chevet, point final du chemin passant par le chœur avec déambulatoire à trois travées arrondies et l’abside semi-circulaire, ainsi que par deux ajouts latéraux : une sacristie rectangulaire et un espace de réunion. L’église est, également, flanquée d’une tour d’angle carrée au niveau de sa façade principale, en demi-hors œuvre, rendant la composition asymétrique. Son plan simple, ne laisse pas place aux tergiversations : un portail précise un vaisseau central jusqu’à un chœur et son incurvation. Le chemin est clairement dirigé, jusqu’à l’espace le plus sacré de l’église, ce qui n’est pas sans rappeler la composition franche et épurée du style roman repris.
Sa toiture est dynamique, recouverte uniformément d’ardoises bleues-grises. D’une part en bâtière pour la partie principale de la croix, couvrant le vaisseau central et le transept, plus hauts, se terminant par une croupe ronde au-dessus du chevet, d’une autre part en appentis, surplombant les bas-côtés et la sacristie, et finalement en pavillon pour la tour. Un lanternon situé au-dessus de la croisée, ayant le même style de toiture que la tour, vient lier les différentes toitures et permet l’apport de lumière supplémentaire au sein de l’église. Ses versants se terminent par une corniche blanche sur tout son pourtour. Ses élévations secondaires aux pointes du transept sont plus simples que celle principale mais comportent tout de même un portail sculpté. L’église se trouve alors pourvue de trois entrées au total.
Ses traits sont épurés, il n’y a pas d’ornementation superflue, et celle-ci se concentre surtout autour des baies et aux façades en pignon. Ces ouvertures suivent des formes géométriques simples et placent cette église dans l’influence des courants architecturaux du début du XXe siècle. L’architecte a exploité le contraste, entre la couleur sombre de la brique et sa matérialité et celle claire et lisse de la pierre blanche, qui se retrouve tant à l’intérieur qu’à l’extérieur.

### En détail
La façade principale appelle le regard et est rapidement identifiable. Son portail est surmonté d’une grande rosace ronde entourée d’un large encadrement à plusieurs voussures, placée au centre de la façade. Cet élément important s’identifie par un degré convexe de six marches.
Il se compose, comme dans le style roman, d’un tympan décoré, de coloris différent, et d’un fin linteau supportant celui-ci. Les piédroits, de part et d’autre, soutenant le couvrement de l’ouverture sont formés en ressauts successifs (3) donnant au portail un profond ébrasement, et marquant d’autant plus son caractère important. Délimitant le tympan, une moulure en relief en pierre blanche vient ornementer l’ensemble. Autour de la structure, les voussures entourent le tympan suivant la ligne directrice de l’arc en plein cintre, une des caractéristiques principales de l’architecture romane. L’archivolte, légèrement en saillie, vient en clôturer l’ensemble. Elle est décorée, par une clef saillante - dans le même parement de briques que le pan de mur - liée à la rosace plus haut, qui crée ainsi une symétrie de la façade. Cette clef se prolonge au-dessus de la rose, celle-ci passante interrompt sa continuité, jusqu’à atteindre un amortissement de cette façade-pignon : une croix en pierre blanche.
A droite du portail se trouve la tour et son clocher. Une longue et étroite baie cintrée ajoure les quatre côtés du carré et n’est pas sans rappeler le roman et ses lésènes. Des pilastres corniers cadrent les baies et apportent du relief à la simplicité de la forme. Des éléments en pierre blanche ornent comme dans le reste du bâtiment la tour-clocher. En couronnement, des sortes de chapiteaux amortissements en pierre blanche, très simples, finissent l’élément. La tour est, finalement, composée de deux abat-sons faisant apparaître timidement le clocher et permettant d’en régler la sonorité. Leur pan de mur est légèrement renfoncé par rapport au reste de la structure, formant un petit ressaut. Eux aussi sont cadrés par de petits éléments en ressaut en pierre blanche.
Du côté gauche, la façade est percée d’une fenêtre qui éclaire le bas-côté. La fracture du pignon, permettant le changement de hauteur dans la nef, est décorée par un élément en pierre blanche en ressaut.
Les porches secondaires ressemblent fortement au principal mais sont plus petits et modestes. Le portail est ici aussi surplombé par une rosace ronde entourée d’un large encadrement à ressauts. Surmonté d’un pignon, il est composé d’un tympan décoré et entouré de voussures, en ressaut, moins profondes que dans le principal. Des clés saillantes amortissent les pignons et apportent du relief.
Les fenêtres sur tout le pourtour de l’édifice suivent les mêmes caractéristiques stylistiques et ornementales. Toutes reprennent le typique arc en plein cintre du roman. Entourées de multiples voussures dédoublées, leur encadrement à ressauts, dans le même style que le portail principal, crée une dynamique et du relief dans la façade plate et en accentue les ouvertures.
Elles sont finalement rehaussées par une clef saillante en tête d’arc ainsi que par une moulure nue, en relief, en pierre blanche. Les fenêtres sont tout de même larges, montrant que les techniques ont bien évolué depuis l’époque romane. Elles sont d’ailleurs composées de chambranles, meneaux et traverses en fer noir, preuve de la modernité de l’église. Toutes ces baies permettent des percées sur les bas-côtés, ainsi qu’en hauteur sur la nef par des fenêtres hautes. Elles entourent également le chevet de la même façon et finissent sur un oculus au-dessus du chœur.
La toiture est soutenue par une charpente métallique légère, preuve supplémentaire des moyens techniques du XXe siècle, encore bien inconnus au XIe siècle.
Les vitraux ont été renouvelés en 2014, par Jan Goris. Ils sont simples, un jeu de lignes et de couleurs aux tons pastels qui rappellent les aquarelles. Ils ponctuent l’église au-dessus du chœur et dans les rosaces des porches. Le vitrail de la rosace a été dessiné à l’époque par Louis-Charles Crespin, et exécuté par le maître-verrier Florent-Prosper Colpaert.

### Intérieur

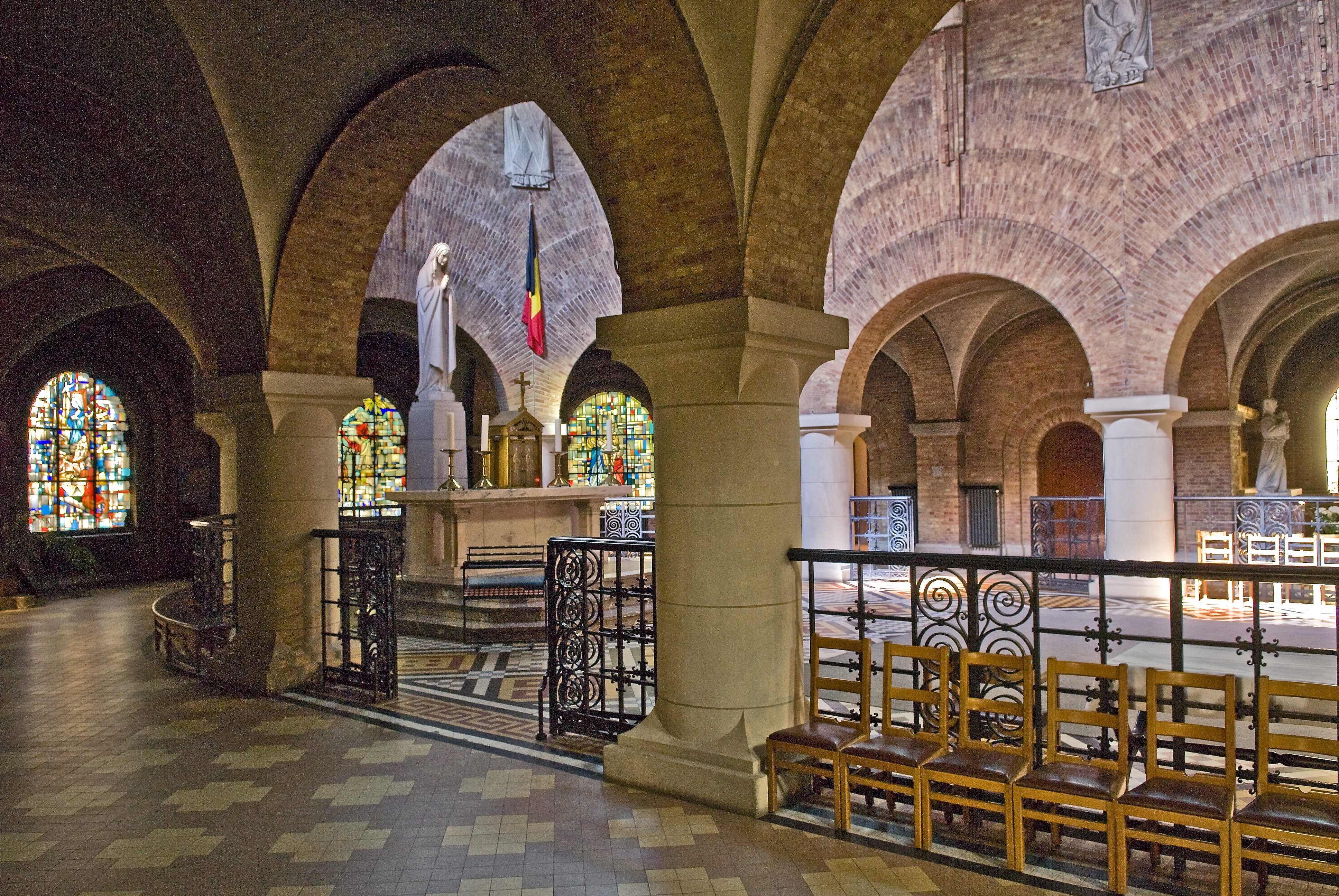
Intérieur de l'église.

L’intérieur de la nef est éclairé par les fenêtres hautes et par une lumière indirecte provenant des percements des bas-côtés, séparés par une enfilade d’arcades. Les colonnes en pierre blanche se distinguent des piliers en briques et viennent ponctuer le chemin jusqu’au sacré (le chœur), dans une alternance colonne-piliers. Tous ces éléments sont couronnés par des chapiteaux très épurés en pierre blanche. Une ornementation simple mais dynamique provient de la répétition des arcs dans le parement de briques apparentes.
Sa décoration intérieure est empruntée au vocabulaire de l’Art déco, notamment avec ses fameux confessionnaux en marbre de Carrare et marbre de Rance belge, et de par sa géométrie simple et abstraite. Ces confessionnaux sont l’œuvre de Julien De Ridder.
L’orgue monumental cadre la rosace et permet l’admiration de ses vitraux. Il date de 1916, mais a été plusieurs fois restauré au cours des années. La dernière restauration a eu lieu en 2000.
Dans le petit espace vert à l’arrière de l’église se trouve un cerisier du Japon inscrit à l’inventaire des Arbres remarquables de Bruxelles-Capitale depuis 2003.

## Accès
Lignes de bus 60 et N10 (bus de nuit), arrêt Georges Brugmann.

## Galerie

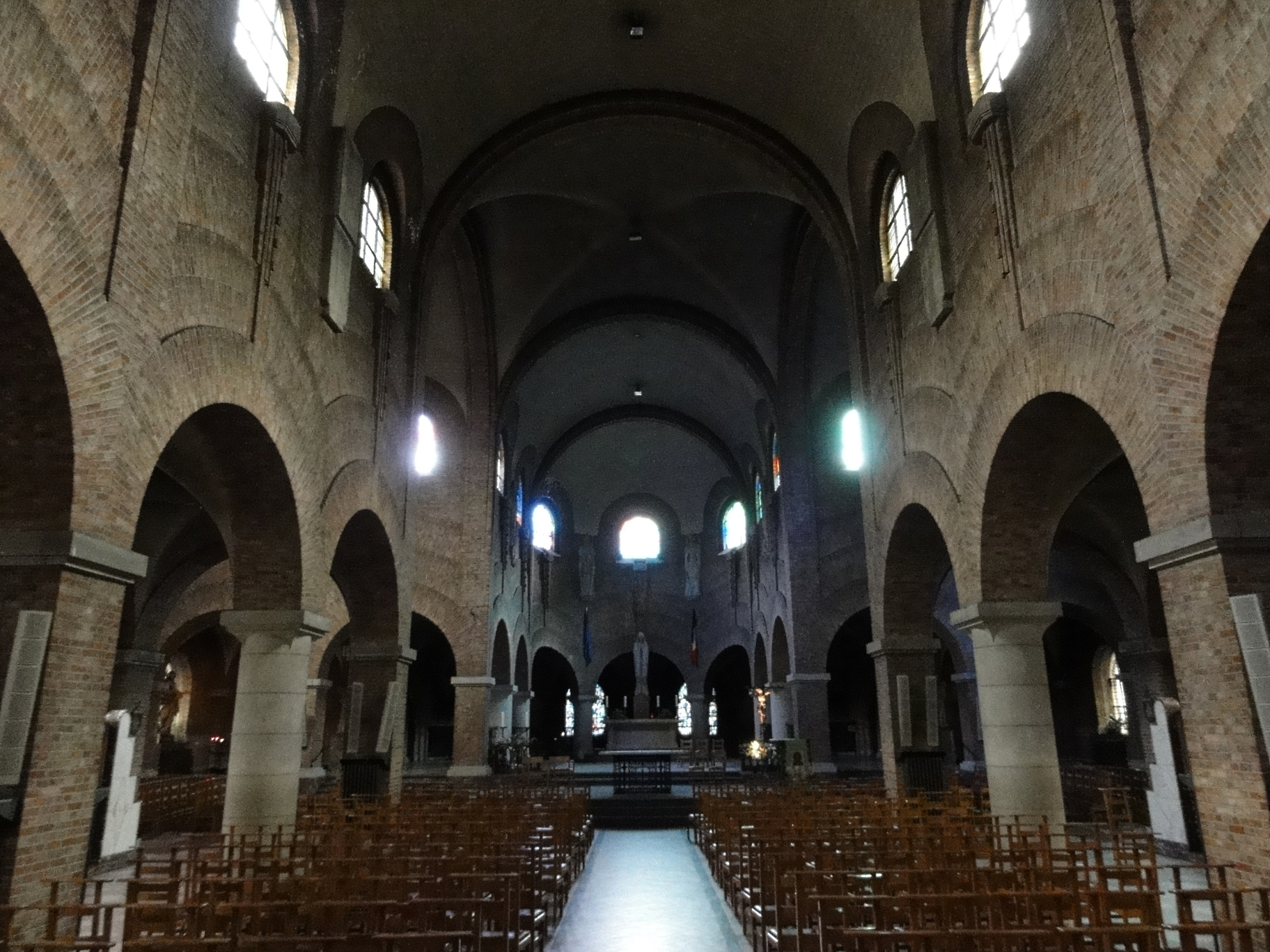
Nef : vue vers l'autel
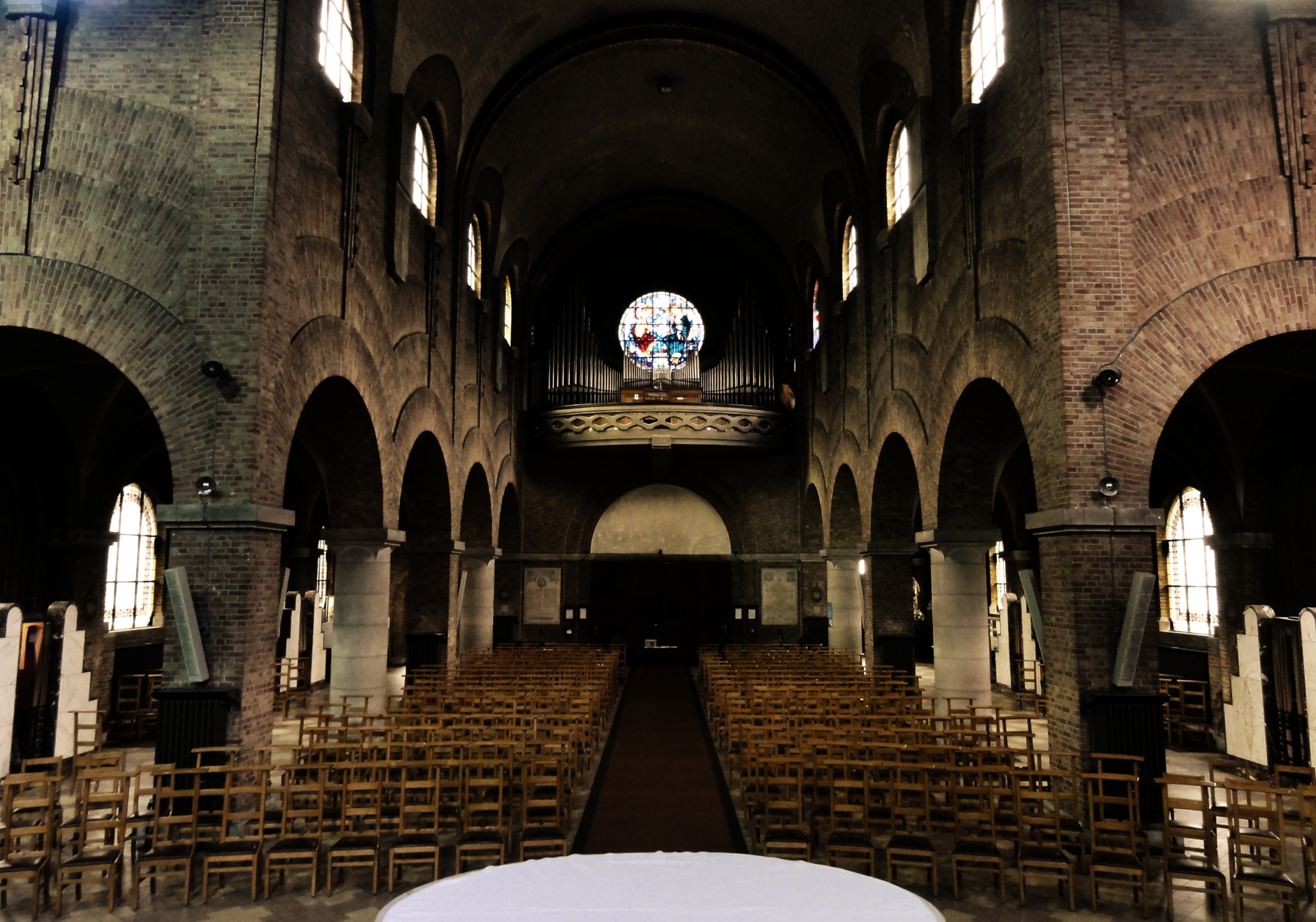
Nef : vue vers l'orgue et l'entrée principale
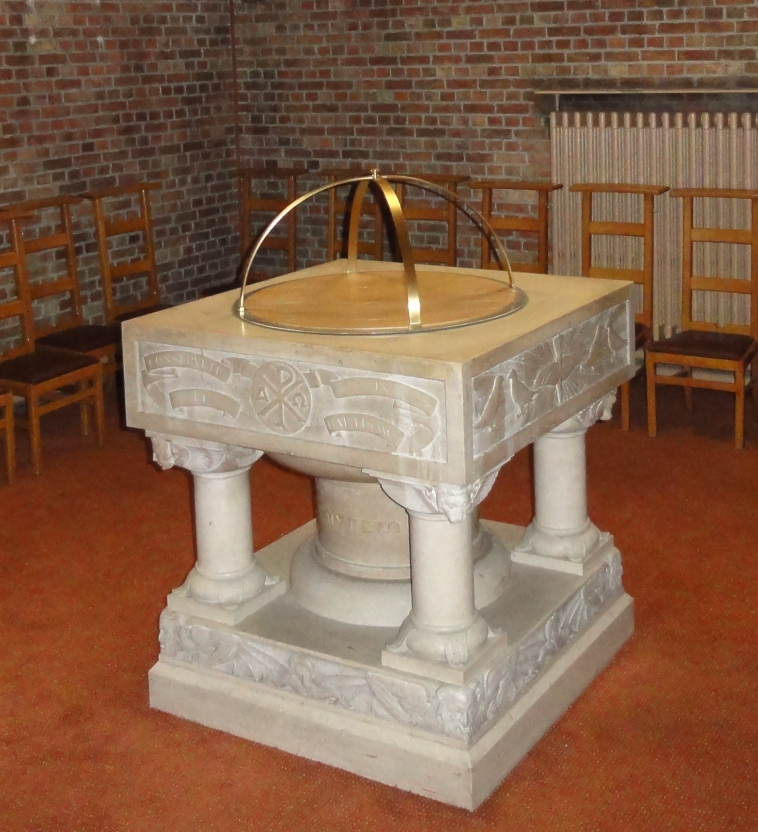
Fonts baptismaux
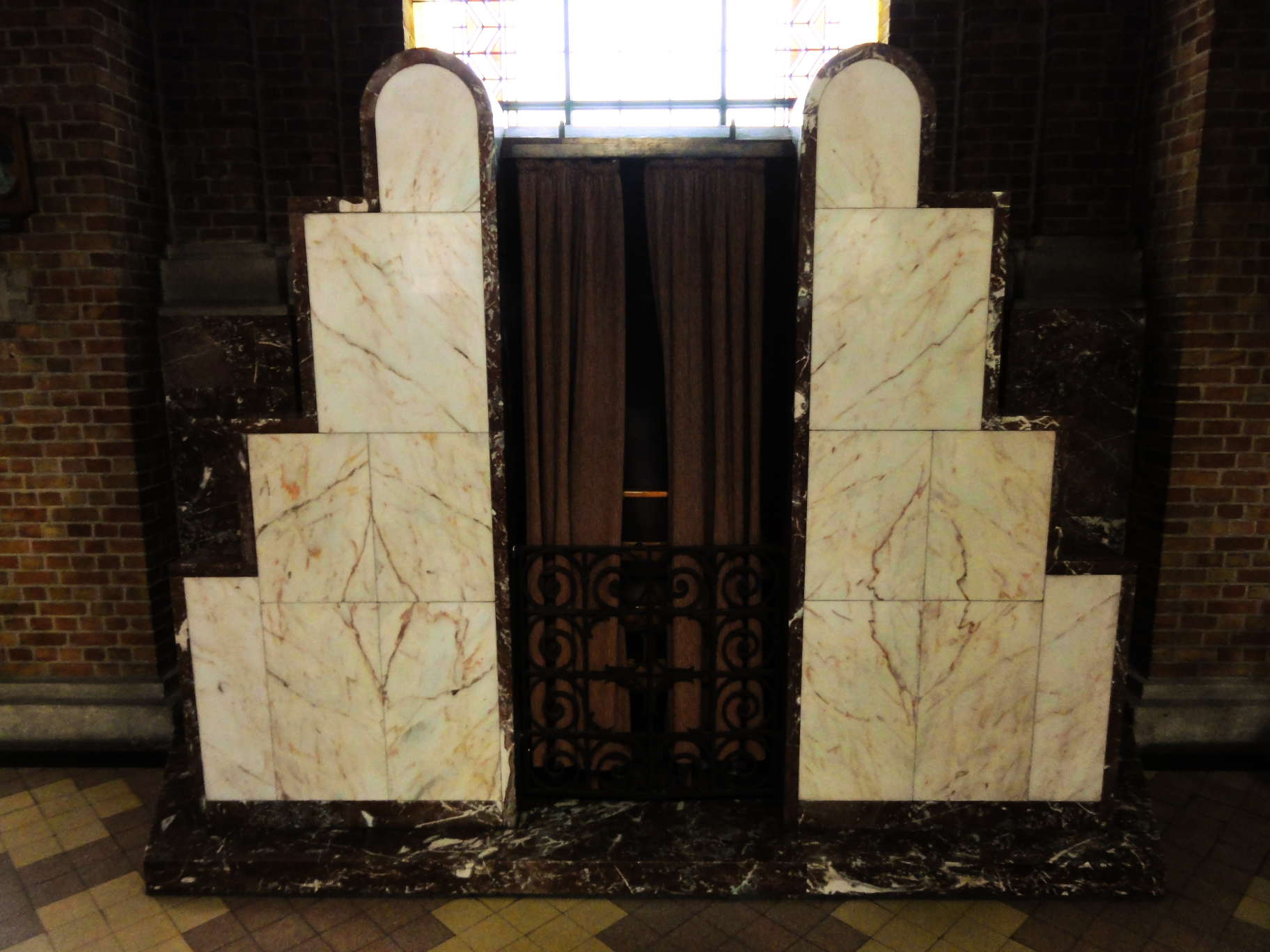
Confessionnal